# Arquidiocese de San José da Costa Rica
A Arquidiocese de San José de Costa Rica (Archidiœcesis Sancti Iosephi in Costarica) é uma circunscrição eclesiástica da Igreja Católica situada em San José, Costa Rica. Seu atual arcebispo é José Rafael Quirós Quirós. Sua Sé é a Catedral Metropolitana San José.
Possui 107 paróquias servidas por 339 padres, contando com 1566000 habitantes, com 74,6% da população jurisdicionada batizada.

## História
A diocese de San José foi erigida em 28 de fevereiro de 1850 com a bula Christianae religionis autor do Papa Pio IX, com território recebido da diocese de León na Nicarágua. Originalmente era a única diocese de toda a Costa Rica e era sufragânea da Arquidiocese da Guatemala.
Em 16 de fevereiro 1921 por força da bula Praedecessorum Nostrorum do Papa Bento XV cedeu porções de seu território para a criação da diocese de Alajuela e do vicariato apostólico de Limón (atualmente uma diocese) e foi elevada ao posto de arquidiocese metropolitana.
Em 19 de agosto de 1954 e em 24 de maio de 2005 cedeu outras partes de território em vantagem da ereção respectivamente da diocese de San Isidro de El General e de Cartago.

## Prelados
|                          | Nome                                  | Período    | Notas                                     |            |
| Arcebispos               | Arcebispos                            | Arcebispos | Arcebispos                                | Arcebispos |
| ------------------------ | ------------------------------------- | ---------- | ----------------------------------------- | ---------- |
| 7º                       | José Rafael Quirós Quirós             | 2013-      | Atual                                     |            |
| 6°                       | Hugo Barrantes Ureña                  | 2002–2013  |                                           |            |
| 5º                       | Román Arrieta Villalobos †            | 1979–2002  |                                           |            |
| 4º                       | Carlos Humberto Rodríguez Quirós †    | 1960–1979  |                                           |            |
| 3°                       | Rubén Odio Herrera †                  | 1952–1959  |                                           |            |
| 2º                       | Víctor Manuel Sanabria Martínez †     | 1940–1952  |                                           |            |
| 1º                       | Rafael Otón Castro Jiménez †          | 1921–1939  |                                           |            |
| Bispo auxiliar           |                                       |            |                                           |            |
|                          | Daniel Francisco Blanco Méndez        | 2018-      | Atual                                     |            |
|                          | Antonio Troyo Calderón                | 1979-2002  |                                           |            |
|                          | Ignacio Nazareno Trejos Picado        | 1968-1974  | Nomeado Bispo de San Isidro de El General |            |
| Bispos                   |                                       |            |                                           |            |
| 3°                       | Juan Gaspar Stork, C.M. †             | 1904–1920  |                                           |            |
| 2º                       | Bernardo Agusto Thiel Hoffman, C.M. † | 1880–1901  |                                           |            |
| 1º                       | Anselmo Llorente y La Fuente †        | 1851–1871  |                                           |            |
| Administrador Apostólico |                                       |            |                                           |            |
|                          | Enrique Bolaños Quesada               | 1978-1979  | Bispo de Alajuela                         |            |